# Ernst von Uechtritz und Steinkirch
Bernhard Julius Adolf Maximilian Ernst von Uechtritz und Steinkirch (* 7. Januar 1862 in Mühlrädlitz; † 17. Dezember 1945 in Gatersleben) war ein deutscher Generalleutnant und Rechtsritter des Johanniterordens.

## Leben

### Herkunft
Ernst entstammte dem Adelsgeschlecht derer von Uechtritz. Er war der älteste Sohn des preußischen Rittmeisters Maximilian von Uechtritz und Steinkirch (1836–1909) und dessen Ehefrau Marie, geborene von Bagewitz (* 1841).

### Militärkarriere
Uechtritz trat nach der Erziehung im Kadettenkorps am 15. April 1882 als Fähnrich in das 1. Schlesische Husaren-Regiment Nr. 4 der Preußischen Armee in Ohlau ein und wurde hier am 11. September 1883 zum Sekondeleutnant befördert. Als solchen kommandierte man ihn vom 1. Oktober 1886 bis 24. August 1888 zum Militärreitinstitut Hannover. Nach seiner Rückkehr versah Uechtritz Truppendienst in seinem Stammregiment und wurde am 27. Januar 1892 zum Premierleutnant sowie fünf Jahre später zum Rittmeister befördert. Am 20. Juli 1897 folgte seine Ernennung zum Eskadronchef. Diese Stellung gab Uechtritz mit der Versetzung am 13. November 1903 nach Danzig ab, um hier als Adjutant beim Generalkommando des XVII. Armee-Korps verwendet zu werden. Als Major (seit 27. Januar 1905) wurde er dann am 27. Juni 1908 zum Stab des Husaren-Regiments „Kaiser Nikolaus II. von Russland“ (1. Westfälisches) Nr. 8 nach Paderborn versetzt. Von dort wurde Uechtritz anschließend am 20. März 1911 zunächst mit der Führung des Braunschweigischen Husaren-Regiments Nr. 17 beauftragt und einen Monat später zu deren Kommandeur ernannt. In dieser Funktion erfolgte am 27. Januar 1912 seine Beförderung zum Oberstleutnant sowie am 22. März 1914 zum Oberst.
Bei Ausbruch des Ersten Weltkriegs wurde sein Regiment gemäß Mobilmachungsbestimmung in zwei Halbregimenter zu je drei Eskadronen geteilt. Die Führung des 1. Halbregiments übernahm Uechtritz, mit dem er bei der 20. Division zunächst an den Schlachten an der Sambre, bei Saint-Quentin und am Petit Morin teilnahm. Nach der Marneschlacht wurde das Halbregiment aufgelöst und auf andere Divisionen verteilt. Uechtritz wurde daraufhin am 24. Oktober 1914 zum Kommandeur der 41. Kavallerie-Brigade ernannt, die bei der 1. Kavallerie-Division an der Ostfront stand. Nach den Kämpfen in der Winterschlacht in Masuren gelang der Brigade die Einnahme einer Grenzstation bei Mariampol. In den kommenden Monaten folgte die Belagerung von Kowno, die Schlachten am Njemen sowie bei Wilna. Nach kurzzeitigen Stellungskämpfen Ende September 1915 bei Pastawy zog sich der Verband hinter die Front bis Mitau zurück und wurde anschließend im Küstenschutz von Nord-Kurland verwendet. Im Mai 1916 verlegt die Brigade dann nach Wolhynien, wo sie am Stochod Stellung bezog und dort im Oktober zur 7. Kavallerie-Division übertrat. Mit dieser nahm sie in der Folgezeit am Feldzug gegen Rumänien teil. Sie kam dann im Januar 1917 wieder an der Westfront zuerst im Grenzschutz und dann im Elsass zum Einsatz. Am 15. Mai 1917 wurde Uechtritz zum Kommandeur der selbständigen 84. Landwehr-Brigade ernannt und in dieser Funktion am 18. Juni 1917 zum Generalmajor befördert.
Sie war Teil der Armeeabteilung B und trat im Januar 1918 zur Armeeabteilung A in Lothringen über. Am 9. März 1918 folgte seine Ernennung zum Kommandeur der 49. Reserve-Division, die er dann während der Deutschen Frühjahrsoffensive in der Schlacht um den Kemmel erfolgreich führte. Dafür wurde Uechtritz am 15. Mai 1918 mit dem Roten Adlerorden II. Klasse mit Eichenlaub und Schwertern ausgezeichnet. Nach dem Ende der Offensive ging die Division wieder in den Stellungskrieg über. Während der Abwehrschlacht bei Cambrai konnte sich Uechtritz erneut bewähren und erhielt durch A.K.O. vom 21. Oktober 1918 die höchste preußische Tapferkeitsauszeichnung, den Pour le Mérite.
Ab Mitte Oktober 1918 kämpfte seine Division bei der 6. Armee zwischen dem Deûle-Kanal und der Schelde. Sie kam dann zur 4. Armee, nahm an den Nachhutkämpfen zwischen Yser und Lys teil und ging dann auf die Antwerpen-Maas-Stellung zurück.
Nach dem Waffenstillstand führte Uechtritz seinen Verband in die Heimat zurück und wurde nach der Demobilisierung der Division am 20. Dezember 1918 zum Kommandeur der 20. Kavallerie-Brigade in Hannover ernannt. Vom 1. bis 6. Februar 1919 erhielt er dann zusätzlich kurzzeitig auch das Kommando über die 20. Division. Mit der Auflösung der alten Armee wurde Uechtritz in Genehmigung seines Abschiedsgesuches zur Disposition gestellt und am 1. Oktober 1919 verabschiedet.
Uechtritz erhielt am 27. August 1939, dem sogenannten Tannenbergtag, den Charakter als Generalleutnant verliehen.

### Familie
Er heiratete am 9. Februar 1893 in Horscha Leontine von Eggeling (* 1873). Sie war eine Tochter des Karl Ernst Wilhelm von Eggeling und der Anna Maria Amalie Heyne-Hedersleben, Mitbesitzerin am Rittergut Hakeborn. Aus der Ehe gingen die Söhne Ernst Karl (* 1894) und Helmuth (* 1895) hervor.

## Auszeichnungen
- Kronenorden III. Klasse[1]
- Preußisches Dienstauszeichnungskreuz[1]
- Offizier des Ordens Heinrichs des Löwen[1]
- Ehrenkreuz II. Klasse des Lippischen Hausordens[1]
- Komtur des Ordens des Heiligen Schatzes[1]
- Russischer Orden der Heiligen Anna III. Klasse[1]
- Sankt-Stanislaus-Orden II. Klasse[1]
- Eisernes Kreuz (1914) II. und I. Klasse